# Bischofszell
Bischofszell es una comuna y ciudad histórica suiza del cantón de Turgovia, situada en el distrito de Weinfelden. Limita al norte con las comunas de Hohentannen y Zihlschlacht-Sitterdorf , al este con Hauptwil-Gottshaus, al sur con Waldkirch (SG) y Niederbüren (SG), y al oeste con Niederhelfenschwil (SG) y Kradolf-Schönenberg.
Hasta el 31 de diciembre de 2010 capital del distrito de Bischofszell.

## Curiosidades
- La comuna recibió el premio Wakker de arquitectura en 1987.

## Ciudades hermanadas

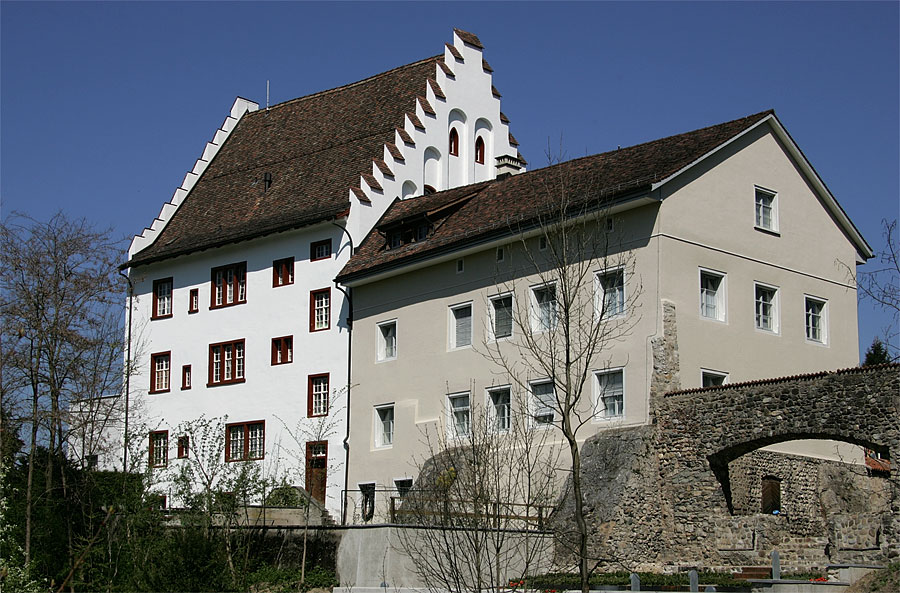
Castillo de Bischofszell.

- Möhringen an der Donau.